# مایک آستین (شناگر)
مایک آستین (به انگلیسی: Mike Austin) (زادهٔ ۲۶ اوت ۱۹۴۳) شناگر اهل ایالات متحده آمریکا است.